# Duddo
Duddo – wieś w Anglii, w hrabstwie Northumberland. Leży 84 km na północ od miasta Newcastle upon Tyne i 481 km na północ od Londynu. W 2001 miejscowość liczyła 182 mieszkańców.